# Степное (Запорожский район)
Степное (укр. Степне) — село, Степненский сельский совет,
Запорожский район, Запорожская область, Украина.
Код КОАТУУ — 2322188601. Население по переписи 2001 года составляло 1473 человека.
Является административным центром Степненского сельского совета, в который, кроме того, входят
посёлок Растущее и
село Шевченковское.
Село Степное было основано в 1790 году, из хуторов Цигановка и Косина. Они были заселены крепостными крестинами, из Чернигова и Сум.
Со временем хутора объединились в село Степное.

## Географическое положение
Село Степное находится на расстоянии в 1 км от села Растущее и в 2-х км от села Лежино.
По селу протекает пересыхающий ручей с запрудой.
Рядом проходят автомобильная дорога Т-0803 и
железная дорога, станция Растущая в 1,5 км.

## История
- 1790 год — дата основания как село Степная.
- В 1918 году переименовано в село Степное.
- В 1932 году село было помещено на «чёрную доску»

## Экономика
- «Степное», ООО.[источник не указан 1665 дней]

## Объекты социальной сферы
- Школа.[источник не указан 1665 дней]
- Детский сад.[источник не указан 1665 дней]
- Клуб.[источник не указан 1665 дней]
- Фельдшерско-акушерский пункт.[источник не указан 1665 дней]

## Достопримечательности
- Братская могила советских воинов.[источник не указан 1665 дней]
- старинные хаты-мазанки, крытые черепицей[источник не указан 1665 дней]
- старое кладбище в центре села[источник не указан 1665 дней]